# CP-Baureihe 3400
Die Baureihe 3400 (Markenname „Viriatus“) ist ein vierteiliger Elektrotriebwagen der portugiesischen Staatsbahn Comboios de Portugal (CP). Sie ist derzeit die jüngste Baureihe im Betrieb und wird ausschließlich im S-Bahn-ähnlichen Nahverkehr des Großraums Porto eingesetzt. Sie steht im Besitz der Staatsbahntochter CP Urbanos do Porto.

## Geschichte

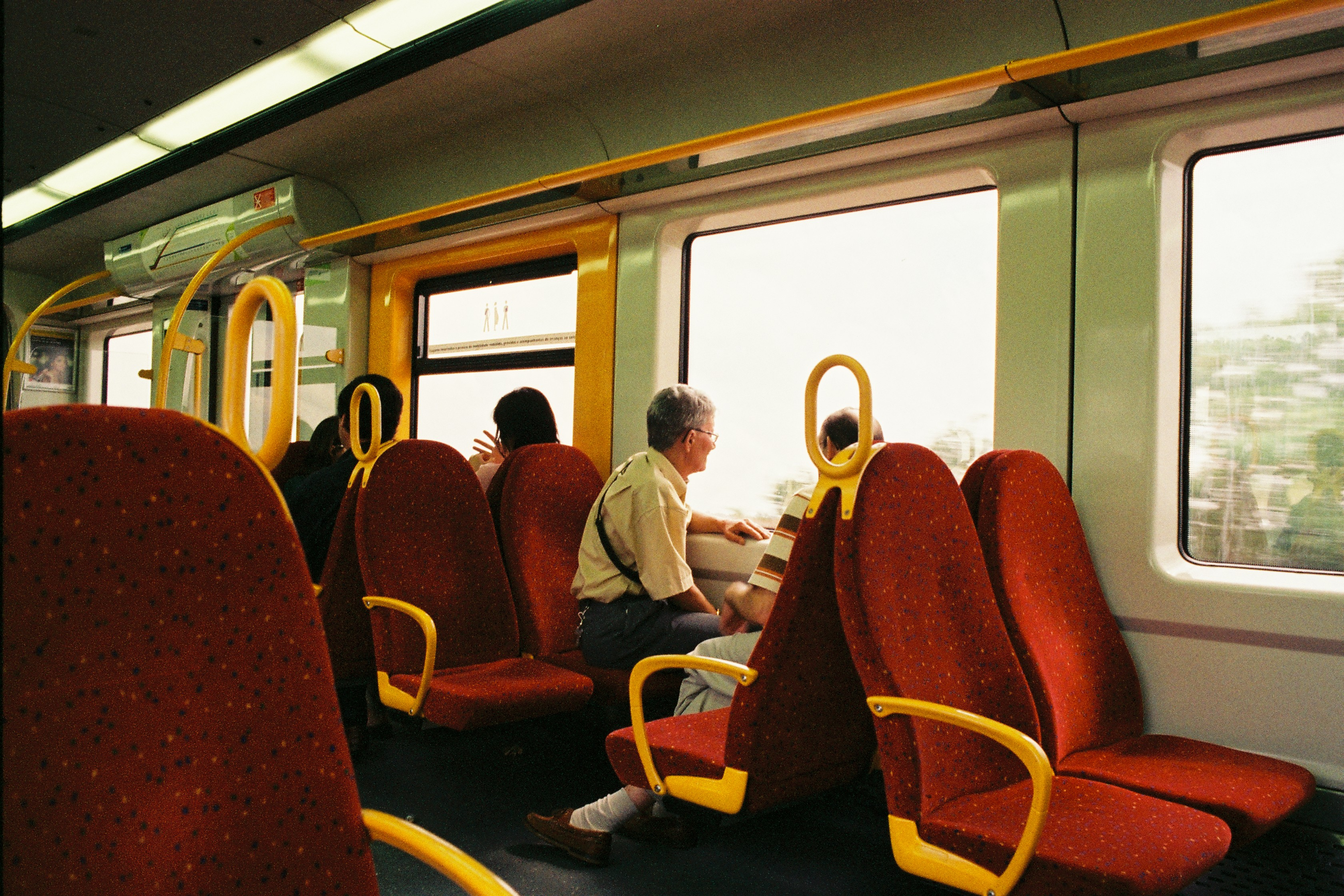
Innenraum der Baureihe 3400

Zum Ausbau des S-Bahn-Netzes im Großraum Porto benötigte die Staatsbahn Ende der neunziger Jahre neue Fahrzeuge, da die bereits modernisierten Fahrzeuge der Baureihe 2240 bereits nahezu vollständig für die elektrifizierten Strecken im Dienst der CP Regional standen, eine weiter steigende Nachfrage in und um Porto jedoch zu erwarten war. Aus diesem Grund schrieb die Staatsbahn einen europaweiten Wettbewerb für die Beschaffung von 34 vierteiligen Zügen aus.
Den Wettbewerb gewann ein Konsortium aus Bombardier Transportation und Siemens Transportations Systems (heute Siemens Mobility). Die Endfertigung der 34 Fahrzeuge fand im heute geschlossenen Bombardier-Werk in Amadora statt. Ursprünglich sollten lediglich 22 Fahrzeuge nach Porto gehen, die restlichen 12 sollten in einer Zweistrom-Variante auf der Linha de Cascais Verwendung finden; die Linha de Cascais ist portugalweit die einzige Strecke, die statt mit der üblichen Wechselspannung von 25 kV / 50 Hertz mit 1500 Volt Gleichspannung betrieben wird. Dazu kam es jedoch nicht. Die Höchstgeschwindigkeit liegt bei 140 km/h. Alle Fahrzeuge sind videoüberwacht.
Die ersten Testfahrten fanden im Frühjahr 2002 um Poceirão auf der Linha do Alentejo statt, im Juli 2002 konnte das erste Fahrzeug zu Testzwecken nach Porto fahren. Aufgrund einiger technischer Probleme konnten die 34 statt, wie geplant im September, erst im November 2002 komplett in Betrieb gehen.

## Einsatz
Alle Fahrzeuge werden seit November 2002 ausschließlich im S-Bahn-Netz in und um Porto eingesetzt. Ursprünglich nur auf der S-Bahnlinie „Linha de Marco“ zwischen Porto São Bento und Caíde eingesetzt, sind seit der Elektrifizierung der Ramal de Braga 2003/2004 die Züge im gesamten S-Bahn-Netz Portos, das ausschließlich durch die CP Urbanos do Porto betrieben wird, zu finden. Ein Einsatz auf anderen Eisenbahnstrecken Portugals erfolgte bisher nicht.
Die Triebwagen der Baureihe 3400 waren die ersten, die eine gelbe Lackierung erhielten. Stück für Stück werden seitdem auch die anderen Triebwagen im Dienste der CP Urbanos do Porto beziehungsweise der CP Regional gelb lackiert (Baureihen 0592, 2240).